# Comune sparso
Un comune sparso (ce qui signifie en italien « commune éparse ») est, en Italie, une commune formée de hameaux dispersés dont la dénomination est différente de celle du hameau dans laquelle se situe le siège communal.

## Description
Il existe en théorie deux typologies caractérisant le comune sparso :
- Commune ayant une appellation créée de toutes pièces et différente de celle des frazioni le composant. Par exemple le comune sparso de Monrupino, composé des frazioni Col (siège communal), Fernetti et Repen, mais aucune appelée  Monrupino[2].
- Commune ayant la même appellation qu'une frazione le composant mais qui n'est pas forcément le siège communal. Par exemple Trevignano, qui comporte les frazioni Trevignano, Falzè, Musano et Signoressa, mais dont le siège communal se situe à  Falzè [1],[3].

Parfois, les statuts communaux ne prévoient aucun chef-lieu et la localisation de la mairie n'est pas liée à une localité spécifique. C'est le cas, par exemple, de la commune d'Ivano-Fracena, pour laquelle aucun chef-lieu n'est prévu, et les bureaux communaux se situent symboliquement à mi chemin entre les deux hameaux d'Ivano et de Facena.
Sur les cartes de l'IGM, le nom du comune sparso est inscrit horizontalement et les lettres espacées de façon à couvrir la majeure partie des hameaux concernés. La localité destinée à être le siège communal comporte entre parenthèses la mention  (sede comunale).

### Vallée d'Aoste
Dans la région autonome Vallée d'Aoste, bilingue français-italien, la plupart des communes sont éparses, des deux types cités ci-dessus, pour lesquelles le siège communal est indiqué officiellement comme chef-lieu. Tel est le cas, entre autres, de la commune de Valtournenche, dont le chef-lieu s'appelle Pâquier, ou bien celle d'Émarèse, où se trouve un hameau appelé ainsi, alors que la maison communale se situe au hameau Érésaz.

### Resia
Regroupement de communes dans la province d'Udine.

## Source
- (it) Cet article est partiellement ou en totalité issu de l’article de Wikipédia en italien intitulé « Comune sparso » (voir la liste des auteurs).